# Madcap's Flaming Duty
Madcap's Flaming Duty è un album dei Tangerine Dream uscito nel 2007. Quest'album è un tributo a Syd Barrett, morto nel luglio 2006; il titolo si riferisce all'album di Barrett The Madcap Laughs.

## Tracce
1. Astrophel and Stella (Froese) — 7:21
2. Shape my Sin (Quaeschning) — 4:50
3. Blessed Damozel (Quaeschning) — 5:16
4. Divorce (Froese) — 4:46
5. Dream of Death (Quaeschning) — 7:46
6. Hear the Voice (Froese) — 5:08
7. Lake of Pontchartrain (Traditional Irish) — 7:23
8. Mad Song (Froese) — 5:08
9. One Hour of Madness (Quaeschning) — 8:29
10. Man (Froese) — 4:47
11. Hymn to Intellectual Beauty (Quaeschning) — 6:24
12. Solution to all Problems (Froese) — 6:24

## Formazione
- Chris Hausl — voce
- Edgar Froese — tastiere, chitarre, batteria, harmonica
- Thorsten Quaeschning — tastiere, batteria
- Linda Spa — flauto
- Iris Camaa — percussioni